# Мошинский, Фредерик Юзеф
Граф Фредерик Юзеф Мошенский (пол. Fryderyk Józef Moszyński, 14 марта 1738, Дрезден — 21 января 1817, Киев) — государственный и военный деятель Речи Посполитой, генерал-майор польской армии (1768), вице-комендант Кадетского корпуса в Варшаве (1768—1793), обозный великий литовский (с 1771 года), референдарий великий литовский (с 1773 года), секретарь великий литовский (с 1781 года), последний маршалок великий коронный (1793—1795).

## Биография
Происходил из мазовецкого шляхетского рода Мошенских герба Наленч. Младший сын великого подскарбия коронного Яна Кантия Мошенского (1690—1737) и Фредерики Августы фон Козель (1709—1784). Его мать была внебрачной дочерью польского короля Августа II Сильного и его фаворитки, графини Анны Констанции фон Козель. Его старший брат — польский архитектор Август Фредерик Мошинский (1731—1786).
Родился уже после смерти своего отца, рос и воспитывался в Саксонии. Начал свою службу в чине полковника в пехотном полку саксонской армии. 16 ноября 1754 года 16-летний стал полковником польской армии. Получил от своего дяди, саксонского курфюрста и польского короля Августа III, во владение староство вобольницкое в Великом княжестве Литовском. 22 мая 1762 года был назначен старостой Новы-Корчина. В том же 1762 году в первый раз был избран послом на сейм от Сандомирской земли. Купил у хорунжего любельского Станислава Выбрановского староство липницкое, а также получил во владение от польского короля два войтовства в Сохаческой земле.
28 мая 1766 года Фредерик Юзеф Мошинский вошёл в состав Скарбовой Коронной комиссии, в которой заседал до 1778 года. Вместе с подскарбием надворным литовским Антонием Тизенгаузом был руководил финансовыми доходами польского короля Станислава Августа.
В 1768 году в звании подпоручика Фредерик Юзеф Мошинский был назначен вице-комендантом Варшавской рыцарской школы (кадетского корпуса), комендантом которой в чине поручика стал князь Адам Казимир Чарторыйский. В 1767 году был избран послом на репнинский сейм.
В 1770 году был награждён Орденом Святого Станислава и назначен обозным великим литовским. В 1773 году получил должность референдария великого литовского. В 1771 году стал кавалером Ордена Белого Орла.
В 1778 году Фредерик Юзеф Мошинский был избран послом на сейм и вошел в состав департамента казначейства в Постоянном Совете. 27 мая 1781 года польский король Станислав Август Понятовский назначил светским секретарем великим литовским. В 1787 году стал управляющим огромными имениями светлейшего князя Григория Потёмкина-Таврического, фаворита российской императрицы Екатерины Великой, на территории Речи Посполитой.
В 1788-1792 годах — посол на Четырёхлетнем сейме. Был инициатором проведения первой переписи на территории Речи Посполитой. В 1792 году присоединился к Тарговицкой конфедерации и стал консуляром генеральной коронной конфедерации. В 1793 года на гродненском сейме после добровольной отставки Михаила Ежи Мнишека Фредерик Юзеф Мошинский был назначен последним маршалком великим коронным. На этом сейме вошёл в состав гродненской конфедерации, которая признала Второй раздел Речи Посполитой между Россией и Пруссией. В 1793 году вошел в состав нового Постоянного Совета, где возглавил полицию и экономическую комиссию.
В старости Фредерик Юзеф Мошинский проживал в своих имениях на Волыни.
Был дважды женат. Его первой женой стала Саломея, каштеляна любачевского Адама Жишевского. Вторично женился на Барбаре, дочери старосты хенцинского Михаила Рудзенского. Не оставил после себя потомства.